# Віддалене парне програмування
Відда́лене па́рне програмува́ння — спосіб реалізації техніки парного програмування, при якому обидва розробники, що складають пару, фізично знаходяться у різних місцях, і працюють за допомогою партнерського редактору реального часу, спільну розшарену стільницю, або спеціальний модуль для віддаленого парного програмування для IDE.
Також відоме, як Віртуальне парне програмування.